# John Walkenbach
John Walkenbach – autor książek i artykułów o arkuszach kalkulacyjnych Excel, uznawany za światowy autorytet w tej dziedzinie.
Ukończył studia na Uniwersytecie Missouri, gdzie studiował psychologię i informatykę. Tytuł magistra, a następnie doktora z psychologii eksperymentalnej, zdobył na Uniwersytecie Montany.
Opracował kilka popularnych dodatków do Excela. W 2000 roku zdobył prestiżowy tytuł Microsoft MVP, który corocznie jest przyznawany najbardziej aktywnym specjalistom.
Najpopularniejsze wydane w Polsce książki Johna Walkenbacha to: Excel 2003 PL. Biblia i Excel 2007 PL. Biblia oraz Excel 2007 PL. Formuły i Excel 2003 PL. Programowanie w VBA. Vademecum profesjonalisty.